# Parole d'homme
Pour plus de détails, voir Fiche technique et Distribution.
Parole d'homme (titre original : Shout at the Devil) est un film britannique réalisé par Peter Hunt et sorti en 1976.

## Synopsis
À Zanzibar, à la veille de la Première Guerre mondiale, le colonel O'Flynn traque sans relâche un éléphant sur le territoire de son ennemi, le commissaire Fleischer. À la demande des Services de renseignement britanniques, O'Flynn enrôle de force Oldsmith, un aristocrate anglais. Les deux hommes décident de s'associer pour contrecarrer les agissements de l'armée allemande.

## Fiche technique
- Titre original : Shout at the Devil
- Réalisation : Peter Hunt, assisté de John Glen
- Scénario : Stanley Price, Alastair Reid et Wilbur Smith d'après son livre
- Directeur de la photographie : Michael Reed
- Montage : Michael Duthie
- Musique : Maurice Jarre
- Décors : Syd Cain (en)
- Production : Michael Klinger
- Genre : Film d'aventure
- Pays :  Royaume-Uni
- Durée :
  - 124 minutes (2 h 4) - version cinéma
  - 150 minutes (2 h 30) - version longue
- Date de sortie :
  -  Royaume-Uni : 13 avril 1976 (Première à Londres)
  -  Allemagne de l'Ouest : 7 mai 1976
  -  Afrique du Sud : 12 juillet 1976
  -  États-Unis : 24 novembre 1976 (New York)
  -  France : 23 mars 1977

## Distribution
- Lee Marvin (VF : Georges Aminel) : le colonel Flynn O'Flynn
- Roger Moore (VF : Claude Bertrand) : Sebastian Oldsmith
- Barbara Parkins (VF : Sylvie Feit) : Rosa O'Flynn-Oldsmith
- Ian Holm : Mohammed
- Reinhard Kolldehoff (crédité Rene Kolldehoff) : le commissaire Herman Fleischer
- Gernot Endemann (VF : Jacques Ferrière) : Braun
- Karl Michael Vogler : Von Kleine
- Horst Janson : le capitaine Ernst Kyller
- Gerard Paquis (VF : Gérard Hernandez) : le capitaine Da Silva, pilote portugais
- Bernard Horsfall (VF : Jean-Claude Michel) : le capitaine Joyce
- Maurice Denham : M. Smythe
- Jean Kent (VF : Paule Emanuele) : Mrs. Smythe
- Heather Wright (VF : Francine Lainé) : Cynthia Smythe
- George Coulouris : El Keb
- Renu Setna : M. Raji
- Murray Melvin : le lieutenant Phipps

## Autour du film
- Ce film est la deuxième production de Michael Klinger tournée en Afrique, réalisée par Peter Hunt et interprétée par Roger Moore, deux ans après Gold.
- Le tournage dura quinze semaines. Il commença en Afrique du Sud pour se terminer à Malte.
- Comme pour Gold, la production dut entamer de difficiles négociations avec le gouvernement sud-africain en raison du régime de l'Apartheid. Celui-ci a notamment interdit à l'équipe d'inviter des figurants noirs lors des fêtes organisées sous peine d'expulsion.
- Durant la séquence où O'Flynn et Oldsmith prennent d'assaut un convoi allemand, un passage consistait à faire perdre une immense roue à un chariot, cette dernière dévalant par la suite derrière Oldsmith. Bien qu'il ait eu une peur sans précédent, Roger Moore joua la scène jusqu'à ce qu'il se retourne et aperçoive les membres de l'équipe prendre la fuite[1].
- La scène où O'Flynn tire sur l'éléphant a été tournée au parc Kruger. Le fusil dont Lee Marvin se sert pour abattre l'éléphant était chargé à blanc. En réalité, un garde de la production a injecté un tranquillisant à l'animal et qui a pris effet au bout de vingt minutes. À ce moment, Marvin fait semblant de lui tirer dessus et de retirer ses défenses. Par la suite, le garde s'est occupé de réveiller l'éléphant avec son équipe avec extrême vigilance, ne sachant pas quelle réaction l'animal aurait à son réveil.
- L'alcoolisme de Marvin causa bon nombre de problèmes sur le tournage. Il arrivait que l'acteur se présente sur le plateau, même s'il n'avait pas de scène à tourner, à sympathiser avec des figurants noirs et à faire preuve d'agressivité après quelques consommations[1].